# Simona Škrabec
Simona Škrabec (Liubliana, Eslovenia, 1968) es una escritora, filóloga, estudiosa de la teoría literaria y traductora eslovena. Pasó su infancia en la pequeña ciudad de Ribnica en la región de Baja Carniola. Vive en Barcelona desde 1992.

## Trayectoria
Es licenciada en Filología Alemana y en Literatura Comparada por la Universidad de Liubliana y doctorada en Literatura Comparada por la Universidad Autónoma de Barcelona en el 2002 con una tesis sobre los signos de identidad en la literatura centroeuropea (Els marcs identitaris en el cas de Centreeuropa).
Aparte de su actividad como escritora i traductora, trabaja como profesora en la Universidad Abierta de Cataluña (UOC) en Barcelona. Es miembro del Comité Editorial de la revista humanista L'Espill de la Universidad de Valencia, desde 2007, vocal de la junta directiva de PEN Català, y Presidenta del Comité de Derechos Lingüísticos y de Traducción de PEN International (Translation and Linguistic Rights Committee), desde 2014. También fue directora de Visat, revista digital de literatura i traducció, creada por la misma entidad, desde l'any 2006 hasta 2015.
En su obra vemos un especial interés por la literatura europea del siglo XX y la relación de la literatura con la construcción de la memoria histórica y la identidad. Colabora con ensayos y artículos sobre literatura en revistas académicas y culturales y también es crítica literaria habitual en varios periódicos de Barcelona. Škrabec es autora de los libros L'estirp de la solitud (2002), con el que ganó el Premio Josep Carner a la Teoría Literaria, L'atzar de la lluita ("El azar de la lucha" 2005) y Una Pàtria prestada (2017). Con Arnau Pons, dirigió un extenso proyecto sobre el intercambio cultural entre Alemania y Cataluña en el siglo XX (Grenzen sind Straßen, 2007-2008, 2 vol).
Ha traducido más de treinta libros; Entre los más destacados se encuentran las traducciones de varios libros de autores serbios y eslovenos al catalán y al español (Boris Pahor, Drago Jančar, Aleš Debeljak y Danilo Kiš), así como la traducción de los autores catalanes más importantes (Jesús Moncada, Jaume Cabré, Gabriel Ferrater, Pere Calders, Maria Barbal, J.V. Foix, Lluís Maria Todó, etc.) que presentó a la escena cultural eslovena.
En el campo de la traducción, también participó en la investigación colectiva "Ser traducido o no ser" 2007- dirigida por Esther Allen) sobre la situación de la traducción literaria en el mundo globalizado, y en el volumen Constel·lacions variables (Constelaciones variables, 2012, con Teresa Irribaren) sobre el impacto de los medios digitales en la internacionalización de la literatura. 
Colabora con ensayos y artículos sobre literatura en revistas académicas y culturales y también es crítica literaria habitual en varios periódicos de Barcelona. Es miembro del comité editorial de la revista humanista L'Espill de la Universidad de Valencia desde 2007. 
Ha coordinado simposios y proyectos de investigación cuyos resultados ha editado y se han publicado en Diàlegs sense fronteres ('Diálogos sin fronteras', 2011), sobre autores extranjeros establecidos en Barcelona y que escriben en catalán, Les distàncies d’Europa ('Las distancias en Europa', 2013), una búsqueda interdisciplinaria sobre el futuro de Europa. En 2016, dirigió el informe Culture’s Oxygen sobre la industria editorial en idiomas minoritarios, de PEN International encargado por la UNESCO.
En febrero de 2019, publicaba su último libro de prosa literaria “Torno del bosc amb les mans tenyides”, una obra íntima y personal, que indaga en anécdotas de la vida cuotidiana y de los viajes de la autora. 

## Obras

### Tesis doctoral
- Geografia imaginària. Els marcs identitaris en el cas de Centreeuropa[7] (2002). Tesis premiada por la Fundación Jaume Bofill.

### Libros
- Torno del bosc amb les mans tenyides. Barcelona: L'Avenç (2019)[8][9]
- Una pàtria prestada: lectures de fragilitat en la literatura catalana. Valencia: Publicacions de la Universidad de Valencia (2017)
- L'atzar de la lluita. El concepte d'Europa central al segle XX, Valencia, Afers (2005)
- L'estirp de la solitud, Barcelona: Institut d'Estudis Catalans (2002). Obra galardonada con el Premio Josep Carner de Teoría Literaria 2001.

### Informes de investigación
- Culture’s Oxygen. Developing the Minority-language creative writing industry in Kenya, Haiti, Serbia and Nigeria. An inter-regional research, advocacy and development programme. Londres: PEN International; UNESCO (2016)

- To be translated or not to be, volumen colectivo dirigido por [./https://ca.wikipedia.org/wiki/Esther_Allen (enlace roto disponible en Internet Archive; véase el historial, la primera versión y la última). Esther Allen]. Barcelona: PEN i l'Institut Ramon Llull (2007)
- La literatura catalana i la traducció en un món globalitzat (con [./https://ca.wikipedia.org/wiki/Carme_Arenas_i_Noguera Carme Arenas]). Barcelona: Institució de les Lletres Catalanes; Institut Ramon Llull (2006)

### Coordinación de volúmenes colectivos
- Carrers de frontera, Passatges de la cultura alemanya a la cultura catalana Volum II, comissariat junt amb Arnau Pons. Barcelona: Institut Ramon Llull (2008)
- Carrers de frontera. Passatges de la cultura alemanya a la cultura catalana, Volum I, comissariat junt amb Arnau Pons. Barcelona: Institut Ramon Llull (2007)

### Artículos (Selección)
- Veus esparses i fragmentades sense pedestal. Sobre la interferència. Sobre la traducció en general i sobre la poesia eslava en concret. Veus baixes 4 (2017)
- Gravar el nom a l’escorça d’un arbre, Quaderns. Revista de Traducció, 23 (2016)
- Atrapats en el present. L' Avenç, 394 (2013)
- Paraules en llibertat. A: Pons, Arnau (coord.). Escriure després. Formes de racisme refinat, banalització erudita d’Auschwitz. Palma: Lleonard Muntaner (2012)
- Intoxicats amb la il·lusió. L’Espill, 40 (2012)
- Cinc minuts abans d’un pogrom. L’Avenç, 380 [Joseph Roth, Job. La història d’un home senzill. Traducció de Judith Vilar. Barcelona: L’Avenç, 2012]. (2012)
- Un poeta intolerable? Veus baixes. Studia digitalia in honorem Gabriel Ferrater, 0 (2012).
- El difícil llegat de Joan Fuster, ) L'Avenç (2012)
- La vida i la literatura. A: Škrabec, Simona (ed.). Diàlegs sense fronteres. Barcelona: Arts Santa Mònica; La Central (2011)
- Els artistes que es juguen el seu públic. L’Espill, 38[Josep Maria Lluró, Història, memòria, testimoniatge. Un llegat per a Europa, Palma: Lleonard Muntaner, 2011]. (2011)
- Dividir amb residu, Caràcters: és una revista de llibres] (2009)
- L'obra i la seva ombra, Caràcters: és una revista de llibres] (2009)
- La distància. L’Espill, 32 (2009)
- Una història sense història. Maria Barbal, Pedra de tartera. Els Marges, 89 (2009)
- Integrar-se en una pàtria més gra n, Caràcters: és una revista de llibres (2008)
- Àlbum de fotografies: Sarajevo, 1914 – Sarajevo, 1992. Trípodos 22. [Barcelona: Universidad Ramon Llull, Faculdad de Comunicación Blanquerna] (2008)
- El punt feble, L'Espill] (2008)
- Pensar per pensar?, L’Espill, 28 [El pensament en perill? Barcelona: Krtu, 2008; Tzvetan Todorov, La literatura en perill. Traducció d’Isabel Margelí. Barcelona: Galàxia Gutenberg i Cercle de Lectors, 2007]. (2008)
- Traduccions del i al català: un camí d'anada i tornada, Quaderns: Revista de traducció (2008)
- Paredes de papel, Quaderns de la Mediterrània (revista que es publica en anglès i castellà), (2008)
- Svobodne besede. Primerjalna književnost, 31 (2008)
- La cortina que ens separa del món, Caràcters: és una revista de llibres (2007)
- Hannah Arendt: el llegat, Caràcters: és una revista de llibres (2007)
- L'idealisme sota la lupa, Els Marges: revista de llengua i literatura] (2007)
- Què és una literatura menor?, L'Avenç: Revista d'història i cultura (2007)
- Una contrada on vivien persones i llibres. Caràcters 39 [Arnau Pons, Celan, lector de Freud, Palma: Lleonard Muntaner, 2007]. (2007)
- El desgel, L'Espill (2007)
- Fundidos entre la multitud, Quimera: Revista de literatura (2007)
- Textos. La sageta de la veu, Serra d'Or (2007)
- La guerra als ulls dels escriptors, Caràcters: és una revista de llibres (2006)
- Els pobles que caben en un tren. L’Espill, 24. [Idith Zertal, La nació i la mort, Palma: Lleonard Muntaner, 2006]. (2006)
- Els números no enganyen: traduccions de les literatures d'Europa Central i Oriental, Caràcters: és una revista de llibres] (2005)
- Camí de sirga] que no es pot recórrer a peu, Els Marges: revista de llengua i literatura (2005)
- L'home amb bombes: Vladimir Bartol, Alamut, 1938, L'Espill (2005)
- El relleu càrstic, Els Marges: revista de llengua i literatura. (L'autora analitza la novel·la La repetició de Peter Handke). (2004).
- Jerarquía de identidades, Pasajes: Revista de pensamiento contemporáneo (2004)
- Intercanvi literari entre Catalunya i Eslovènia, Quaderns: Revista de traducció (2004)
- Les possibilitats perdudes: Pere Calders, entre la ratlla i el desig, Verba hispanica, anuari del Departament de la Llengua i Literatura Espanyolas, Facultat de Filosofia i Lletres, Universidad de Liubliana (2004)
- Europa Central: l'excavació d'un jaciment, L'Espill (2003)
- Contra el pensament prêt-à-porter. Caràcters 23 [Stanislav Lem, Pensaments despentinats. València: Brosquil, 2003]. (2003)
- Els cenotafis de Danilo Kiš,  L'Espill (2002)

### Traducciones (Selección)

###### Al catalán
- Ernest Cassirer; Martin Heidegger. «La controvèrsia de Davos». L’Espill, 54-55, p. 191-210. (2017)
- Tomaž Šalamun. Balada per a la Metka Krašovec [Balada za Metko Krašovec, 1981]. Barcelona: LaBreu. (2016)

- Danilo Kiš. Una tomba per a Boris Davidovič [Grobnica Borisa Davidoviča, 1976]. Manresa: Angle (2016)
- Achille Mbembe. «Necropolítica». L’Espill, 53, p. 5-36. (2016)

- Snježana Kodrić. «El serbocroat avui, entre aspiracions polítiques I fets lingüístics». L’Espill, 49, p. 35-45. (2015)
- Brane Mozetič. El país de les bombes, el país dels prats [Dežela bomb, dežela trav, 2013]. Barcelona: Edicions Bellaterra. (2014)

- Drago Jančar. Aurora boreal. Barcelona: Edicions 1984. (2014)
- Franco Moretti. «Sobre l’evolució literària». L'Espill, 43, p. 151-167. (2013)
- Aleš Debeljak. «La república de les lletres». L’Espill, 41, p. 113-115. (2012)

- Fredric Jameson. «La literatura del Tercer Món». L’Espill, 35, p. 27-50. (2010)

- Brane Mozetič. Banalitats [Banalije, 2003; Še banalije, 2005, selecció]. Vic: Cafè Central; Eumo (Jardins de Samarcanda, 54). (2009)

- Aleš Debeljak. La neu de l’any passat [Somrak idolov, Lanski sneg, Evropa brez Evropejcev, selecció] Palma: Lleonard Muntaner (Traus, 4). (2007)
- Svetlana Makarovič. El forn d’en Musaranya [Pekarna Mišmaš, 1974]. Il·lustracions de Mercè Arànega. Barcelona: Barcanova. (2006)

- Svetlana Makarovič. La tia Magda [Teta Magda, 1999]. Barcelona: Alfaguara. (2005)
- Drago Jančar. Katarina, el paó i el jesuïta [Katarina, pav in jezuit, 2000]. Lleida: Pagès Editors. (2005)
- Boris Pahor. Necròpolis [Nekropola, 1997]. Lleida: Pagès Editors. (2004)

- Svetlana Makarovič; Brane Mozetič. He somniat que havies mort. Barcelona: ILC i Emboscall [amb Vicent Alonso, Staša Briški, Aurora Calvet, Jaume Creus, Feliu Formosa, Txema Martínez, Melcion Mateu, Francesc Parcerisas, Tanja Pavlica i Iolanda Pelegrí]. (2004)
- Drago Jančar. La mirada de l'àngel [Pogled angela, 1992; “Smrt pri Mariji Snežni”]. Manresa: Angle. (2003)

###### Al esloveno
- Maria Barbal. Intimna dežela [País íntim, 2005]. Ljubljana: Študentska Založba. (2016)
- Manuel Molins. Abu Magrib [Abu Magrib, 2002]. Sodobna drama v Španiji. Maribor: Litera, 99-216. (2014)

- Blai Bonet. Morje [El mar, 1958]. Ljubljana: Center za slovensko književnost. (2014)
- Josep Maria Benet i Jornet . Želja [Desig, 1991]. Sodobna drama v Španiji. Maribor: Litera, 27-98. (2014)

- Llorenç Villalonga. Bearn ali sobana porcelanastih lutk [Bearn o la sala de nines, 1956]. Ljubljana: Študentska Založba (Beletrina, 329). (2012)

- Maria-Mercè Marçal. Pasijon po Renée Vivien [La passió de Renée Vivien, 1994]. Ljubljana: Škuc (Lambda; 91). (2011)

- Maria Mercè Marçal. Staljeni led [Desglaç, 1988]. Ljubljana: Škuc, (Lambda, 78). (2009)
- Maria Barbal. Kamen v melišču [Pedra de tartera, 1985]. Ljubljana: Študentska Založba (Beletrina, 210). (2008)
- Gabriel Ferrater. Ženske in dnevi [Les dones i els dies, selecció, 1968] Ljubljana: Center za slovensko književnost, (Aleph, 116). (2007)

- Jaume Cabré. Evnuhova senca [L’ombra de l’eunuc, 1996]. Ljubljana: Študenska Založba (Beletrina, 149). (2006)
- Lluís Maria Todó. Igra izmišljevanja [El joc del mentider, 1994]. Ljubljana: Center za slovensko književnost (Aleph, 41). (2005)

- Jesús Moncada. Proti toku [Camí de sirga, 1988]. Ljubljana: Študentska Založba (Beletrina, 110). (2004)

- J.V. Foix. Dnevnik iz leta 1918 [Darrer comunicat, 1970; Tocant a mà, 1972]. Ljubljana: Center za slovensko književnost (Aleph, 84). (2003)
- Pere Calders. Kronike prikrite resnice [Cròniques de la veritat oculta, 1955]. Ljubljana: Center za slovensko književnost (Aleph, 71). (2002)

###### Al castellano
- Goran Vojnović. Yugoslavia, mi tierra [Jugoslavija, moja dežela, 2012]. Barcelona: Asteroide. (2017)

- Drago Jančar. Zumbidos en la cabeza [Zvenenje v glavi, 1998]. Madrid: Sexto Piso. (2015)
- Daša Drndić. Trieste [Sonnenschein, 2007]. Madrid: Automática. (2015)

- Brane Mozetič. El país de les bombas, el país de los prados. Barcelona: Edicions Bellaterra. (2014)
- Škrabec, Simona (ed.). Zgodbe. Antología del nuevo cuento esloveno [Boris Pahor, “Zibelka sveta”; Edvard Kocbek, “Temna stran meseca”; Lojze Kovačič, “Ljubljana, draga Ljubljana”; Lojze Kovačič, “Parabola o dvoglavem sinu”; Maya Novak, “Betula na ulici Vase Miskin”; Drago Jančar, “Avestina”; Suzana Tratnik, “Posim te, nehaj se igrati Johana!”; Aleš Čar, “Muhe”], Madrid: Páginas de Espuma. (2009)

## Comunicaciones y ponencias (Selección)
- #ProtectLinguists event Archivado el 13 de febrero de 2020 en Wayback Machine. Evento para la protección de los lingüistas a la sede de les Naciones Unidas de Nueva York  [con Linda Fitchett, H.E. Ambassador, Ms. María Bassols, Bill Miller, Dr. Maya Hess, Betsy Fisher, Lucio Bagnulo y Maître Caroline Decroix]. (Nueva York, 2019)
- Debat sobre [la] cultura catalana. [con Maria Bohigas, Najat El Hachmi, Àngels Margarit i Mercè Picornell]. Centre de Cultura Contemporània de Barcelona (CCCB). (Barcelona, 2019)
- La traducción literaria como oxigeno para la cultura. Conferencia Inaugural del Grado en Traducción, Interpretación y Lenguas aplicadas UOC/UVic-UCC, del Máster de Edición digital y del Máster de Traducción especializada. Universidad Abierta de Cataluña (UOC), Sala Josep Laporta (Barcelona 2017)
- Krakow and the World. MCC (Cracovia). Krakow in the European Core [con Larry Wolff, Mykola Riabczuk, Emil Brix y Shlomo Avineri]. (Cracovia, 2016)
- Gravar el nom a l’escorça d’un arbre ("Grabar el nombre en la corteza de un árbol"). Conferencia inaugural del curso acadámico. Universidad Pompeu Fabra, Facultad de Traducción e interpretación, Auditorio del Campus de la comunicación Poblenou (Barcelona, 2015)
- Importem cultura, exportem cultura [con Francesc Parcerisas y Joaquim Gestí]. XXII Seminari sobre la Traducció a Catalunya "Traductors, pioners de la cultura". Associació d'Escriptors en Llengua Catalana (AELC), Institució de les Lletres Catalanes (ILC), CCCB. (Barcelona, 2014)
- El país i la ficció [con Sergi Belbel, Laura Borràs, Francesc Serés y Albert Serra]. III Reflexions Crítiques "Canvis de paradigma: Reptes i Oportunitats de la Cultura". Arts Santa Mònica, Generalidad de Cataluña, Consejería de Cultura (Barcelona, 2011)